# Neum-Korridor

Lage des Neum-Korridors

Der Neum-Korridor oder Korridor von Neum ist ein an der schmalsten Stelle ca. 5 km breiter Zugang des Staates Bosnien und Herzegowina zum Hafen Neum am Adriatischen Meer und ist umgeben von kroatischem Staatsgebiet (Gespanschaft Dubrovnik-Neretva).
Seit 2022 sind die kroatischen Landesteile durch die Pelješac-Brücke verbunden.

## Ursprung
Im Spätmittelalter war die Gegend um Neum Zankapfel zwischen der Republik Venedig und der Republik Ragusa. Mit dem Frieden von Karlowitz im Jahre 1699 wurde der Landstreifen Teil des Osmanischen Reiches, unter anderem, weil die Republik Ragusa eine weitere Stärkung Venedigs in der Region verhindern wollte und zu diesem Zweck den Osmanen als Puffer zum venetianischen Dalmatien einen Landstreifen im Nordwesten des ragusischen Herrschaftsbereiches überließ. Die Osmanen erhielten hierdurch erstmals einen Meereszugang zur Adria. Der Landstreifen wurde in der Folge Teil der Herzegowina. In gleicher Weise wurde ein weiter südlich gelegener Landstreifen bei Sutorina, heute in Montenegro gelegen, Teil des Osmanischen Reiches.

## Situation für Kroatien

### Problematik
Durch die Lage des Neum-Korridors entstand für Kroatien das Problem, dass der innerkroatische Straßenverkehr auf der D8 (Jadranska Magistrala) zwischen Ploče und Dubrovnik bosnisch-herzegowinisches Staatsgebiet durchqueren musste. Für die geplante Autocesta A1 entlang der Küste nach Dubrovnik ergibt sich sowohl das Problem der Grenzkontrollen als auch der genauen Streckenführung.
Drastisch verschärft wurde die Situation durch den Beitritt Kroatiens zur Europäischen Union zum 1. Juli 2013. Die Grenze zum Neum-Korridor wurde dadurch zur EU-Außengrenze, an der entsprechende Personen- und Zollkontrollen durchgeführt werden müssen. Damit wurde der Transitverkehr durch den Neum-Korridor deutlich komplizierter. Das kroatische Außenministerium gibt an, dass EU-Bürger den Korridor mit Lichtbildausweis und zollfreien persönlichen Gegenständen passieren können. Bürger von Drittstaaten müssen sich hingegen einer Grenzkontrolle unterziehen, zudem kann der Korridor nicht mit einem einmaligen Einreisevisum durchquert werden. Alle Autobesitzer müssen eine für Bosnien gültige Autoversicherung besitzen.
Der Beitritt Kroatiens zum Schengen-Raum am 1. Januar 2023 hat diese Situation noch weiter verschärft.

### Pelješac-Brücke als Lösung
Um dieses Problem zu lösen, begann Kroatien am 24. Oktober 2007 den Bau der Pelješac-Brücke, die eine Verbindung zur gleichnamigen Halbinsel Pelješac unter Umgehung des Neum-Korridors ermöglicht. Aus finanziellen Gründen wurde der Bau im Jahr 2010 gestoppt. Im Jahr 2018 wurde der Bau fortgesetzt und bis 2022 fertiggestellt. 85 % der Kosten wurden von der Europäischen Union übernommen.

## Situation für Bosnien und Herzegowina

### Straßenanbindung
Obwohl der Neum-Korridor eine direkte Verbindung zum bosnisch-herzegowinischen Mutterland besitzt und keine Exklave ist, bringt die Lage auch für Bosnien und Herzegowina Nachteile mit sich. So ist die Magistralstraße M17.3 die einzige Straßenverbindung zum restlichen Land. Die lange Zeit schmale und schlecht ausgebaute Straße führte auf einer kurvigen Strecke über die Berge zur M6 nach Stolac. Aufgrund der schlechten Straßenanbindung wurde der Verkehr von und nach Neum überwiegend über Kroatien abgewickelt. Bis Juni 2022 wurde die M17.3 größtenteils neugebaut. Mehrere neue Tunnel ermöglichen eine geradlinigere und damit auch kürzere Streckenführung, wodurch die Anbindung deutlich verbessert wurde.

### Zugang zum Meer
Der Zugang zum Meer besteht aus dem Hafenort Neum, der an der rund einen Kilometer breiten, gleichnamigen Hafenbucht liegt. Dieser Naturhafen wird durch die schmale, rund sechs Kilometer lange Landzunge Opuće von der Bucht von Mali Ston getrennt. Während die Luftlinie zwischen den beiden Grenzen des Korridors an der Küstenlinie knapp 8 Kilometer misst, beträgt die Länge des bosnisch-herzegowinischen Küstenstreifens aufgrund der Opuće-Landzunge rund 23 Kilometer. Da sich auf der gegenüberliegenden Seite der Bucht von Mali Ston die kroatische Halbinsel Pelješac befindet und zu beiden Seiten des Korridors ebenfalls kroatisches Staatsgebiet liegt, ist die Fläche des bosnisch-herzegowinischen Hoheitsgewässers jedoch insgesamt sehr klein. Ein direkter Zugang zu internationalen Gewässern oder gar eine Ausschließliche Wirtschaftszone bestehen nicht. Der Schiffsweg zum Adriatischen Meer führt durch kroatische Hoheitsgewässer, beruht also auf dem Recht der friedlichen Durchfahrt.